# 6mm PPC
6mm PPC (Palmisano & Pindel Cartridge) あるいは 6 PPC とは、センターファイア・ライフルの実包である。そのほとんどがベンチレスト射撃に使用される。これは300ヤードまでの距離においては最も精度の高い実包のひとつである。長さわずか 1.23インチ (31 mm) からという太めの形状と、30-06の17度と比べるときつい30度というショルダー角の組み合わせによって精度が生まれる。今日では1980年代からのレールガン射撃の試合においても比較的よく使用されている。

## 背景
この実包は.220ロシアンをベースとした .22 PPC をネックアップしたものである。6 mm 口径実包の標準的な弾頭径は .243インチ (6.2 mm) であり、これは.243ウィンチェスターや6mmレミントンで使用されている弾頭と同じ径である。最大限の精度を得るために、弾頭重量と形状は銃身のツイスト・レートに合うようにされている。通常は 68 gr (4.4 g) の弾頭を1:13（銃身内の13インチごとに1ツイスト）のツイスト・レートで使用するが、1:15の銃身では軽い58または60グレーンのものが適している。この実包用の多くのライフルが市販されてきており支持を集めている。

## 手詰め
6PPC の親薬きょうは.220ロシアンであり、これは 7.62×39mm から派生したものである。薬きょうは購入することも、.220ロシアン（7.62×39mm も使用できるが、より高い圧力を想定して設計された.220ロシアンのほうが通常は質が高く厚い）の薬きょうから作成することもできる。
開発の初期においてはネックの完全に同心円状の厚みが弾頭を銃腔に向けるのに有益であると精度に詳しい門家が指摘した。この特徴は当時の市販されている薬きょうではみられなかった。ほとんどの 6PPC のチャンバー・リーマーは、6PPC の精度に寄与する同心円状にフィットし、かつネック-薬室間の一貫したクリアランスを持つ実包を実現するため、薬きょうのネックの一部除去（ネック・ターニング）を必要とするタイト・ネック用のものが選択される。6 mm 実包の場合、SAAMI 仕様のネックの厚さは通常.272インチだが、6PPC では.262、.268、.269といったカスタムされたネックの大きさも一般的にみられ、これらのカスタムされた薬室で使用するには危険なため現代では 6PPC の工場装弾は通常は製造されていない。これを明確にするために、一般的に工場で製造された銃と装弾では CIP/SAAMI 仕様が定められた "6PPC-USA" 実包と明記されている。
注意すべきなのは、ネックを拡張すると、.220ロシアンの薬きょうから作った"アンターン"（ネックの厚みが減少していない）の薬きょうのネックはたいていの場合 6PPC ライフルの薬室のネックよりも大きくなる。もしそうなったら下記の「方法1」を適用せずに「方法2」を参照する。手詰の前に自分の薬室の特性を理解することが重要である。このためにはブロウネルの CERROSAFE® CHAMBER CASTING ALLOY 使用した"薬室鋳型"や同等のものの利用するとよい。あるいは、製造業者による薬室の図（ヨーロッパの業者を除いて通常はこれらは非常に入手しづらい）やライフルの薬室を切る際に使用したリーマーの図も利用できる。
薬きょうのプレパレーションの方法1: マンドレルを使用して.220ロシアンの.223インチ (5.5 mm) のネックを.243インチ (6 mm) に拡張し、6mm PPC 用のフル・レングス・サイジング・ダイを使用してヘッドスペースを決める。次にケースをトリミングしたら、リロードし、6mm PPC 薬室のライフルでこの実包を使用してファイア・フォーミングを行う。.220ロシアン薬きょうのショルダーは30度に、ケースの側面はまっすぐになり、これによって火薬の容量が増加する。競技に使用する場合は薬きょうのネックの厚さを一定にするためネック・ターニングを行うので、完成した実包のネックは薬室のネックよりも数千分の1インチ小さくなる。最近はラプア、ノルマ、サコーが 6mm PPC の薬きょうを製造しはじめている。
薬きょうのプレパレーションの方法2: .220ロシアンの薬きょうを使用し、よく潤滑剤を塗って（この段階の薬きょうには合わないので）エキスパンダー・ボタンを取り除いた 6PPC のフル・レングス・サイズ・ダイにかける。薬きょうにスモール・"ピストル"の雷管（スモール・ライフルの雷管と同じ大きさ）を装着する。Bullseye のような速燃のピストル火薬をたっぷりと入れる。Bullseye 以外の火薬も使用できるが速燃のピストル火薬を使用することが必須である。この場合は16グレーンの Bullseye 火薬を使用するとうまくいく。溶かしたパラフィンを瓶の蓋に入れ、固くなったら蓋をひっくり返し火薬を入れた薬きょうのネックに押し付けてると、薬きょう内の火薬を密封し発射されたときに非常に適度な抵抗を発生させる封ができる。これに"Imperial Sizing Die Wax"あるいは他の質の高いケース・サイジング用の潤滑剤をたっぷりと塗る（本格的なベンチレスト射手は Imperial を使用する）。そしてこれをライフルに装填して撃ち、薬きょうの"ファイア・フォーミング"を行う。強烈な銃口爆風が発生するだろう。残りの薬きょうについても同様に行うが、銃身を加熱しすぎないようにする。もし銃身を手で持てないようであったら加熱し過ぎなので、作業の速度を落とす。ファイア・フォーミングが終了したらライフルの薬室の潤滑剤をよく取り除き掃除する。ネックの潤滑剤と火薬のカスを取り除き、Q Tip や Imperial Wax をネックの内側に塗布する。薬きょうに 6 mm のネック・エクスパンダーをに通す。するとこれはわずかにオーバーサイズとなる。ネックの内側と外側の面取りする。ネック・ターニングを行い、必要最低限でも完成装弾に対して薬室内で併せて 0.001" のクリアランスを確保するようにする。（実際に使用していないときはネック・ターナーをポケットにポケットに入れておくことで、工程の間で温度が変わることを防ぐことができる。そうしなければネック・ターナーの温度変化によってネックの厚みに相当な差が出ることになる。0.0001インチ（10分の1インチ）単位の作業をしていることを忘れてはならない。もし計算してみれば、温度が20度華氏変化するとネック・ターナーの寸法がどのくらい変化するかに非常に驚くであろう。）新しい薬きょうに交換するたびにネック・ターナーに潤滑剤を塗布しておく。繰り返すが、この場合でも Imperial が最適な選択肢である。ネック・ターニングの際は薬きょうのショルダーに向けてネック・ターナーを少しずつ動かすことが重要である。さもなければ、発射した後にネックと残りの部分の接合部で"恐ろしいドーナツ"が発生し、弾頭が装着しにくくなる。（さらに、ドーナツがあるとドーナツの下に弾頭を装着することで装弾のネックが薬室のネック径よりも大きくなってしまうことがある。）Imperial Wax をもう一度塗布し、エキスパンダー・ボタン付きの 6PPC 用フル・レングス・サイズ・ダイで成型する。雷管を外し、プライマー・ポケットを掃除し、ケース用潤滑剤を除去すれば真にロード可能な薬きょうが出来上がる。
競技で使われる他の実包と同じように、正確な手詰・良いライフル・多くの練習によって、200ヤード (180 m) での5発あるいは10発の Center-to-Center が 0.200 in (5.1 mm) という非常に小さなグルーピングを実現するも可能である。

## 派生
他の競技用装弾と同じようにいくつもの派生存在し、PPC 系統の実包は多くの実包の基礎となった。本来の22口径と 6 mm 口径では、火薬の容量を減らすためボディを短くしたり、火薬の容量を増やすためにボディを長くした改良版が数多く存在する。
1985年、アイスランドの Birgir Runar Saemundsson は.308口径の弾頭を撃てるように標準的な 6 PPC をネックアップし .30 PPC を設計した。その当時の弾頭はバーガーの125グレーンであったがこれは重すぎると判明し、より軽い105から115グレーンの弾頭が必要とされる。ベンチレスト射撃とバーミント・フォー・スコア射撃において、この口径の組み合わせは非常に精度が高いとされている。
1998年、Arne Brennan は口径と実包の薬きょうの理論的研究を行い、PPC 系列を拡張し AR-15 ライフル用の 6.5 PPC を作成した。時が経つにつれて 6.5 PPC には .22 PPC や 6 PPC で行われてきたような改良版薬きょうが誕生することとなった。Alexander Arms LLC は6.5mmグレンデルと称した改良版 6.5 PPC を市場に売り出した。他には CompetitionShooting.com が販売する 6.5mm CSS や、Arne Brennan が開発した 6.5 mm の100-108グレーン弾頭に最適な 6.5mm PPCX、Jim Borden と Dr. Louis Palmisano が開発した81-88グレーンのフラット・ベース弾頭に最適な 6.5mm BPC などがある。これらの 6.5 PPC 改良版実包の薬きょうはラプアとホーナディーから作られている。
2007年、Mark Walker は.30口径の 110-118 gr フラット・ベース弾頭に最適な改良 PPC の.30口径版である.30ウォーカーを作成した。.30ウォーカーはベンチレストのスコア射撃用に作成され、.30 BR の性能に迫る優秀な結果を残している。
2010年、Les Baer Custom は、Alexander Arms が2011年に商標を公開するまで商標登録しており許諾契約が必要であった6.5グレンデルの取扱を停止し、グレンデルのような SAAMI 仕様ではないワイルドキャットとして .264 LBC-AR のリリースを発表したが、この工場装弾はグレンデルとほとんど同じくらいの普及度に留まっている。LBC には標準的な仕様のグレンデルよりもさらに浅い、LBC のエキストラクターの爪から0.01インチ削った（後退させた）ボルト・フェースがあるが、LBC のボルトは 7.62×39mm AR15/M4 のボルト及び銃身と互換性がある。LBC のボルトおよび銃身はどちらも SAAMI 仕様のグレンデルのボルトおよび銃身と互換性があり、小売では 264 LBC を "Type 1 Grendel" として、グレンデルによって商標登録されたオリジナルを "type 2 Grendel" と呼んでおり、これは SAAMI 仕様だが火薬の容量が多く、全長が長く、SAAMI 仕様のボルトと互換性があり、通常は複数角のスロートではなく 0.300 インチのスロートである。.264 LBC-AR の薬室は 6.5 CSS のように0.295インチのネックで設計されているが、SAAMI 仕様のグレンデルのような複数角のスロートではなく、6.5 PPCX のような1度のスロート設計である。